# Hans Pribilla

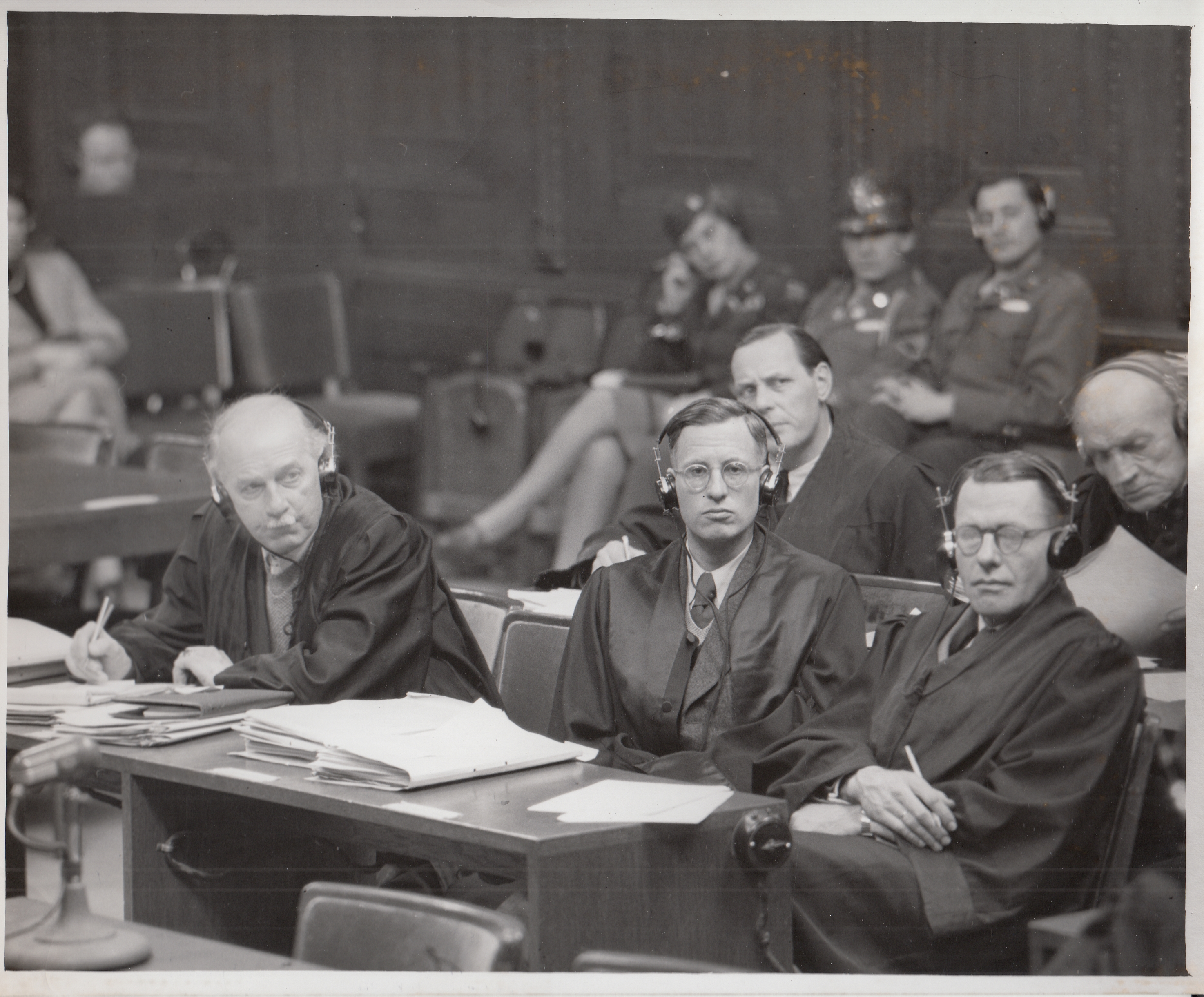
Hans Pribilla (Mitte) neben Otto Nelte (links) und Edmund Tipp (rechts) während des Ärzte-Prozesses, 9. Dezember 1946

Hans Pribilla (* 21. Juni 1910 in Köln; † 1995) war ein deutscher Jurist, u. a. Verteidiger während der Nürnberger Prozesse.

## Leben

### Herkunft
Hans Pribilla war ein Sohn des Rechtsanwalts Emanuel Pribilla und Johanna, geb. Greven. Max Pribilla war sein Onkel und der spätere Universitätsprofessor Otto Pribilla sein Bruder.

### Werdegang
Hans Pribilla besuchte die Mittelschule und das Apostelgymnasium in Köln. 1929 beendete er hier seine Schulzeit mit dem Abitur. Anschließend studierte er an der Universität Freiburg, München und Köln. Bis 19. Dezember 1932 absolvierte er sein Referendariat. 1935 schloss er an der Universität Köln seine Promotion mit dem Thema Die Klage des Berechtigten als Genehmigung der Verfügung des Nichtberechtigten ab.
Am 31. Dezember 1937 beantragte Pribilla die Aufnahme in die NSDAP und wurde rückwirkend zum 1. Mai desselben Jahres aufgenommen (Mitgliedsnummer 6.089.830), ebenfalls 1937 schloss er sich dem NSKK an. Er wurde später mit der Kategorie 4 „Mitläufer“ entnazifiziert. Vor Beginn der Nürnberger Prozesse hatte er als Jurist bei den Klöckner Werken gearbeitet.
Im Hauptkriegsverbrecherprozess war er Assistent von Robert Servatius bei der Verteidigung von Fritz Sauckel.
Im Ärzte-Prozess (Fall 1 der Nachfolgeprozesse; USA gegen Karl Brandt et al.), welcher von Dezember 1946 bis August 1947 dauerte, war er Verteidiger von Paul Rostock. Rostock wurde freigesprochen.
Im Juristen-Prozess (Fall 3 der Nachfolgeprozesse; USA gegen Josef Altstötter et al.), einem Nachfolgeprozess der Nürnberger Prozesse, welcher von Anfang März 1945 bis Mitte Dezember 1947 dauerte, war er Assistent von Werner Schubert, welcher den ehemaligen Landgerichtsrat beim Sondergericht Nürnberg Rudolf Oeschey verteidigte. Oeschey wurde in zwei Anklagepunkten für schuldig befunden und zu lebenslanger Haft verurteilt.
Im Prozess Wirtschafts-Verwaltungshauptamt der SS (Fall 4 der Nachfolgeprozesse; USA gegen Oswald Pohl et al.) war er Verteidiger von Erwin Tschentscher. Tschentscher wurde in drei Anklagepunkte für schuldig befunden und zu 10 Jahren Haft verurteilt, aber bereits 1951 vorzeitig aus der Haft entlassen.
Im I.G.-Farben-Prozess (Fall 6 der Nachfolgeprozesse), welcher von Mitte August 1947 bis Ende Juli 1948 dauerte, war er ab 3. Dezember 1947 Verteidiger von Friedrich Jähne. Dieser wurde nur in einem von fünf Anklagepunkte schuldig gesprochen und erhielt eine Freiheitsstrafe von sechs Jahren.
Zusätzlich war er ab dem 26. Mai 1947 im gleichen Prozess als Nachfolger von Fritz Sauter Verteidiger von Carl Lautenschläger. Lautenschläger wurde freigesprochen.
Später war er Prozessbevollmächtigter bei der Klage von Max Merten vor dem Verwaltungsgericht Köln, welcher von dem BND eine Begründung seiner Anwerbeversuche erhalten wollte. Die Klage durchlief die nächsten vier Jahre mehrere Instanzen, ohne dass ein Urteil gefällt wurde. Ende Oktober 1965 wurde das an das Landgericht Bonn zurückverwiesene Gerichtsverfahren auf unbestimmte Zeit vertagt.
Bis zu seinem Tod war er als Rechtsanwalt in Köln tätig. Seine Grabstätte befindet sich auf dem Melaten-Friedhof.